# Protestele din Piața Tiananmen

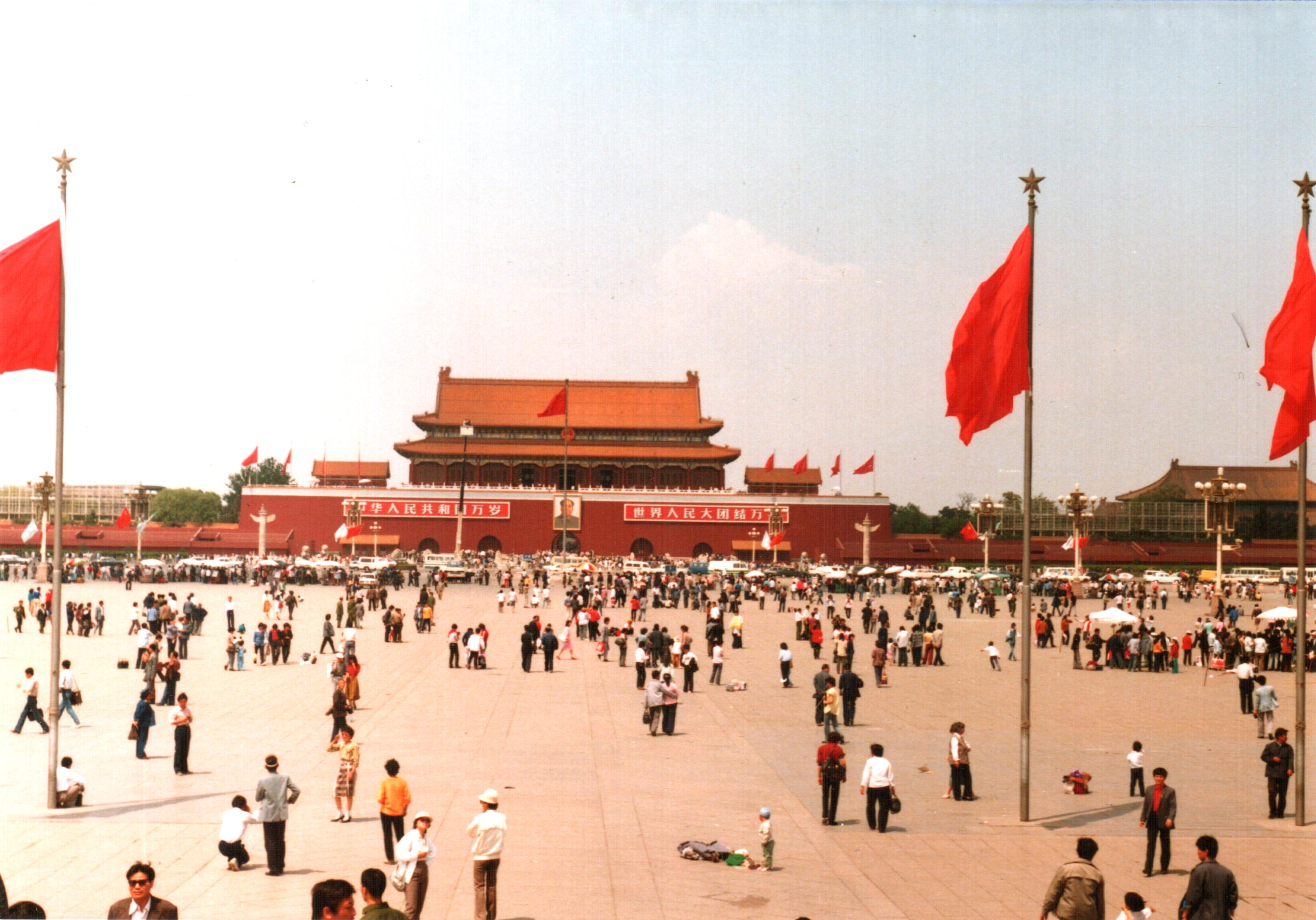
Piața Tiananmen în mai 1988

Protestele și masacrul din Piața Tienanmen (în chineză: 六四事件) din 1989, care au culminat în Masacrul din Piața Tienanmen pe 4 iunie 1989, au fost manifestații efectuate de studenți și intelectuali. Evenimentele sociopolitice care au avut loc în același an au dus la prăbușirea multor guverne comuniste.
După câteva săptămâni de confruntări violente între armată și demonstranți, soldate cu răni grave a numeroase persoane de ambele părți, o întâlnire organizată în 1 iunie între conducerea PCC s-a încheiat cu decizia de a elibera piața. 
Trupele au înaintat în zonele centrale ale Beijingului pe arterele principale ale orașului în primele ore ale dimineții de 4 iunie și s-au angajat în ciocniri sângeroase cu demonstranții care încercau să le blocheze, în care au fost uciși mulți oameni - demonstranți, trecători și soldați. Estimările privind numărul morților variază de la câteva sute la câteva mii, cu alte mii de răniți.
Guvernul chinez a afirmat că numărul răniților a depășit 3.000 și că peste 200 de persoane, inclusiv 36 de studenți, au fost ucise în acea noapte. Sursele occidentale, însă, sunt sceptice față de raportul oficial chinez și cel mai frecvent citează numărul de sute sau chiar mii de morți.
Comunitatea internațională, organizațiile pentru drepturile omului și analiștii politici au condamnat guvernul chinez pentru masacru. Țările occidentale au impus embargouri asupra Chinei. Guvernul chinez a făcut arestări pe scară largă a protestatarilor și susținătorilor lor, a suprimat alte proteste în jurul Chinei, a expulzat jurnaliști străini, a acoperit strict evenimentele din presa internă, a consolidat forțele de poliție și de securitate internă și a retrogradat protestele. În general, suprimarea a încetat temporar politicile de liberalizare în anii 1980. Considerat un eveniment de răscruce, protestele au stabilit limitele exprimării politice în China și în secolul XXI. Memoria sa este larg asociată cu chestionarea legitimității guvernării Partidului Comunist și rămâne unul dintre cele mai sensibile subiecte din China.